# 연경동 광해군태실
연경동 광해군태실은 대한민국 대구광역시 북구 연경동에 있다.

## 개요
조선조 선조의 둘째아들인 광해군이 태어나자 명산과 명당을 찾다가 연경동 뒷산에 그 태를 안치하게 되었다.